# Militära släpvagnskontakter
Militära släpvagnskontakter används specifikt för militära fordon. Dessa kan även återfinnas på överskottsmateriel som sålts för civilt bruk.

## Nato

Släpvagnskontakt enligt NATO Stanag 4007.

Nato använder en 12-polig kontakt med koppling enligt Stanag 4007. Notera dock att det ofta finns avvikelser från standarden beroende på i vilket land den tillämpas, vilket gör att tabellen nedan inte alltid stämmer.
| Nr | Stanag 4007 |
| -- | --- |
| A  | Mörkläggning - Bryt ström till all normal belysning. Endast särskilt utformad belysning enligt Stanag 4381 är tillåten, men skall endast tändas om stift C är aktivt. |
| B  | Vänster blinkers |
| C  | Konvojbelysning enligt Stanag 4381 |
| D  | Jord |
| E  | Bakljus, positionsljus, Sidomarkering, Skyltbelysning |
| F  | Bromsljus Mörkläggningsbelysning enligt Stanag 4381 |
| H  | Dimbakljus |
| J  | Höger blinkers |
| K  | +24V eller +12V styrd via tändning alt. permanent |
| L  | Jord |
| M  | Bromsljus |
| N  | Backljus, ev. styrström till backspärr |

Följande tillägg gäller för kontakten:
- Nominell spänning är 24V, men även 12V är tillåtet under förutsättning att fordonet märks upp.
- Plusjord är tillåtet under förutsättning att fordonet märks upp.
- Maximal ström per stift är 15A.
- Totalt maximal ström är 30A, vilket löses genom dubbla jordstift (D och L).
- Beteende hos stift K kan variera mellan olika fordon.

Viss dokumentation anger att stift A, C och H skall vara sammankopplade, detta kommer i konflikt med definitionen av Blackout och Convoy-lägen enligt Stanag 4007 då dessa stift har olika syfte. För att förtydliga:
- Stift A är till för s.k. Blackout Mode. Där släcks all belysning utom konvojbelysning om denna är aktiv. Även belysning i fordonet skall släckas om den inte är särskilt avskärmad.
- Stift C är för så kallad Convoy Mode, vilket är en särskild konvojbelysning, motsvarande baklyktor, att användas under körning i mörker.
- Stift H är för dimbakljus och skall även denna brytas när stift A går aktivt.

## Svenska Försvarsmakten

Släpvagnskontakt på militära fordon.

Detta är fysiskt sett samma uttag som NATO-uttaget, men med helt annan koppling vilket gör att om man inte är försiktig riskerar man kortslutning och brända säkringar.
| Nr | Svenska Försvarsmakten                                        |
| -- | ------------------------------------------------------------- |
| A  | Vänster Bakljus, positionsljus, Sidomarkering, Skyltbelysning |
| B  | Höger Bakljus, positionsljus, Sidomarkering, Skyltbelysning   |
| C  | Bromsljus                                                     |
| D  | Vänster blinkers                                              |
| E  | Höger blinkers                                                |
| F  | Positionsljus Mörkläggningsbelysning                          |
| H  | Bromsljus Mörkläggningsbelysning                              |
| J  | +24V eller +12V styrd via tändning alt. permanent             |
| K  | Jord                                                          |
| L  | Backljus, ev. styrström till backspärr                        |
| M  | Reserv                                                        |
| N  | Reserv                                                        |

Följande tillägg gäller för kontakten:
- Beteende hos stift J kan variera mellan olika fordon.
- Fordonen är vanligen märkta med vilken spänning som är aktuell.
- Stift M och N kan ha funktion hos vissa fordon.

### Teckenförklaring
| Exempel | Beskrivning |
| ------- | ----------- |
|         | Hylsa       |
|         | Pinne       |